# Стемфордська єпархія УГКЦ
Сте́мфордська єпа́рхія — єпархія Української Греко-Католицької Церкви з осідком у Стемфорді (США).

## Територія
Єпархія охоплює північно-східну частину США (штат Нью-Йорк і Нову Англію). Є складовою частиною Філадельфійської митрополії УГКЦ.

## Історія
20 липня 1956 р. створено Стемфордський апостольський екзархат для українців. 10 липня 1958 р. його піднесено до рангу єпархії.

## Єпископи
- Амвросій Сенишин, ЧСВВ (20 липня 1956 р. — 14 серпня 1961 р. номінований архієпископом і митрополитом Філадельфійським)
- Йосиф Шмондюк (14 серпня 1961 р. — 20 вересня 1977 р. номінований архієпископом і митрополитом Філадельфійським)
- Василь (Лостен) (20 вересня 1977 р. — 3 січня 2006 р. склав повноваження у зв'язку з віком)
- Павло Хомницький, ЧСВВ (з 3 січня 2006 р. по сьогодні).

## Статистичні дані
На 2004 р. єпархія налічувала 16000 вірних, 78 священиків (у тому числі 16 ієромонахів), 55 парафій, 23 ченці і 38 черниць.

## Дані зЕнциклопедії Українознавства
Бл. 57 000 вірних, 52 свящ. (у тому ч. 24 ченці), 54 парафії, 58 церков. У С. є. діють укр.-кат. школи: коледж (у Стемфорді; з 1939), 4 сер. школи, 10 цілоденних парафіяльних (1 860 учнів) і бл. 40 суботніх; ч. дітей, що навчаються релігії в укр.-кат. обряді — 5 237 (числа на 1. 1. 1973). У межах С. є. діє ряд церк.-рел. організацій, у Стемфорді з 1935 існує Єпархіальний Музей і бібліотека.